# 儀間真常
儀間 真常（ぎま しんじょう、嘉靖36年（1557年） - 順治元年10月14日（1644年11月13日））は、第二尚氏王統琉球王国の士族、殖産家。唐名は麻 平衡（ま へいこう）、童名は真市。
サツマイモを広めたり、木綿栽培・織物の普及や製糖技術の導入をはかったりするなどして、琉球王国の産業基礎を築き、経済を振興した。
後世、伊波普猷と真境名安興により「琉球の五偉人」の一人に数えられる。

## 概要
1557年、垣花の儀間村で首里王府の役人であった儀間真命の三男として生まれた。大城按司真武（麻普蔚）の後裔にあたり、麻氏大宗家の6世である。
1605年に野国総管が中国から持ち帰ったサツマイモを琉球各地に広めたほか、薩摩藩から木綿種を持ち帰り、その栽培と木綿織りを始めさせ、琉球絣の基礎を築き、砂糖（ただし当時の砂糖は黒砂糖を意味する）の製法を広めたことなどが業績に挙げられる。中でも砂糖は、その後の琉球の経済を支える重要産物となり、蕃薯はのちに薩摩藩を経て日本全国へと広がり、「サツマイモ」の名称で知られるようになった。
また、浄土宗の僧である袋中が琉球に辿り着いた際には、尚寧王に引き合わせ、尚寧王とともに袋中に帰依した。
墓所は那覇市住吉町にあったが、第二次大戦後に米軍の港湾施設として接収された。1959年（昭和34年）に那覇市首里崎山町の首里カトリック教会の南側にある移設された（墓碑は1993年に建て替えられた）。墓の左側に「儀間真常之墓表」の碑、右側に「糖業顕彰碑」がある。また、産業の恩人を祀った世持神社（那覇市奥武山町）では、蔡温や野国総管とともに祀られている。

## 系譜
儀間親雲上真命（麻時嘗）の三男として生まれる（母は真鍋）。室に毛氏阿波根子盛懿の娘：真鍋を迎え、1男1女をもうけた。嫡男が真常より先立って逝去したため、嫡孫の儀間親雲上真時（麻作愿）が跡を継いだ。
- 父：儀間親雲上真命（麻時嘗）
- 母：壮氏真鍋
  - 長兄：大嶺親雲上
  - 次兄：儀間仁屋
  - 長姉：思玉（兪良金・平安山親雲上重明に嫁ぐ）

- 室：毛氏真鍋
  - 長男：儀間里之子親雲上真之（麻挙要）
    - 長孫：儀間親雲上真時（麻作愿）

  - 長女：真牛（越来仁屋に嫁ぐ）

## 経歴（月日は旧暦）
- 1557年（嘉靖36年） - 生まれる[1]。
- 1573年〜1592年（万暦年間） - この間までに黄冠に陞る（→儀間里之子親雲上真常）。
- 1593年（万暦21年）5月16日 - 父・儀間親雲上真命の跡を継ぎ、真和志間切儀間地頭となる（→儀間親雲上真常）。
- 1605年（万暦33年） - 野国総管が中国から蕃薯を持ち帰ったことを聞きつけ、その苗を譲り受け、栽培法を学び、以後琉球各地に広める[1]。
- 1609年（万暦37年）5月17日 - 薩摩の琉球侵攻により、尚寧王が上国することになるが、このとき勢頭役（警護役）として随行[1]。
- 1611年（万暦39年）9月13日 - 木綿種を携えて帰国。那覇泉崎村に住んでいた薩摩出身の女性2人（梅千代と実千代）から木綿の織り方を学び、これを広める。
- 1623年（天啓3年） - 采地儀間村の者を中国へ遣わし、製糖法を学ばせる。以後これを広める。
- 1624年（天啓4年）1月15日 - 紫冠に陞る（→儀間親方真常）。
- 1633年（崇禎6年） - 長男・儀間里之子親雲上真之が亡くなる。
- 1639年（崇禎12年） - 長孫・儀間親雲上真時が跡を継ぎ、真和志間切儀間地頭となる。
- 1644年（順治1年）10月14日 - 亡くなる（享年88）。